# Vouvry
Vouvry és un municipi del cantó suís del Valais, situat al districte de Monthey.

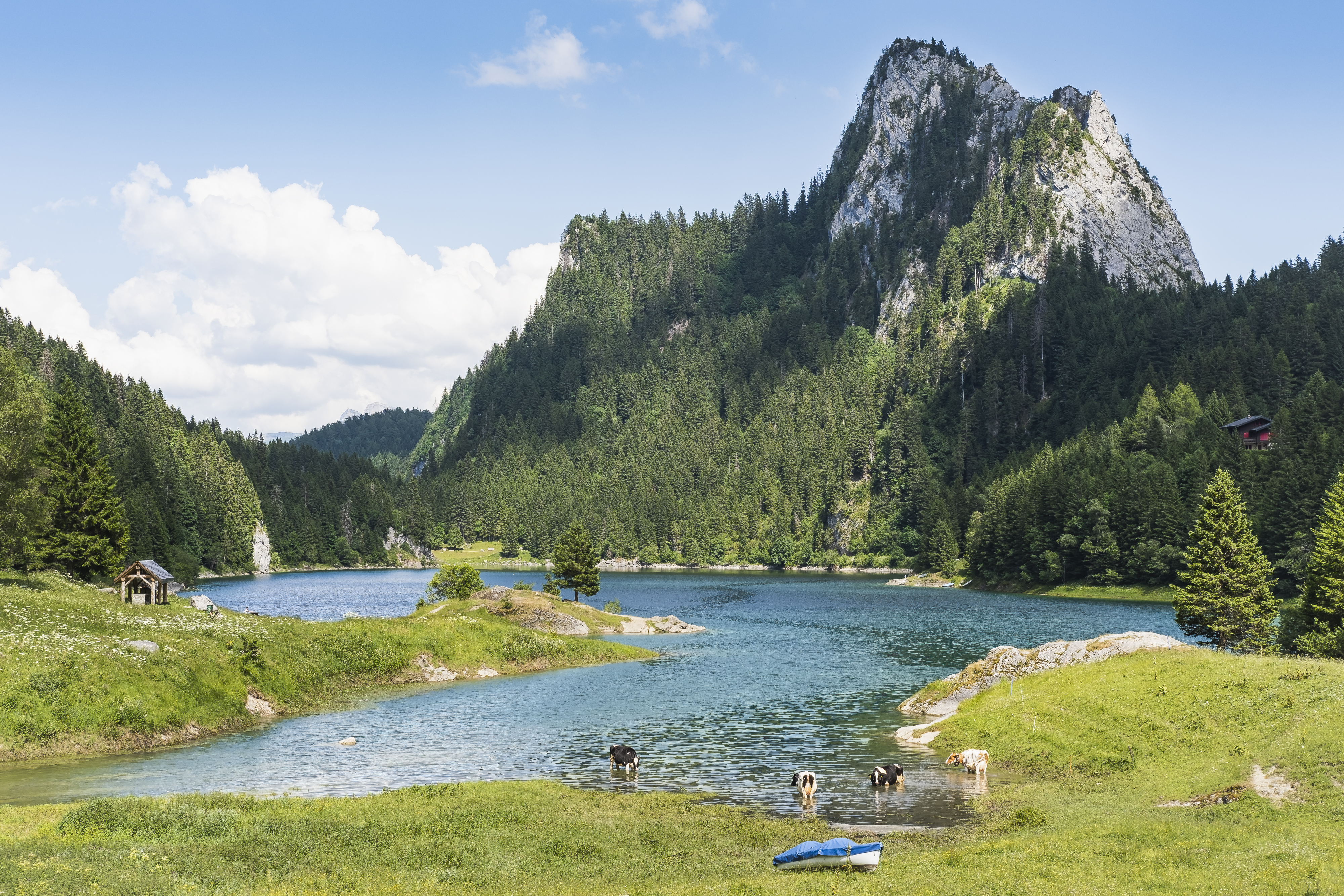
Llac de Taney